# Iêmen nos Jogos Olímpicos de Verão de 1992
O Iêmen competiu nos Jogos Olímpicos de Verão de 1992 em Barcelona, Espanha. Antes da Unificação do Iêmen em 1990, Iêmen do Norte e Iêmen do Sul competiram com delegações independentes.

## Resultados por Evento

### Atletismo
800 m masculino
- Anwar Mohamed
  - Eliminatórias — 1:52.71 (→ não avançou, 47º lugar)

5.000 m masculino
- Husein Saleh Joaim
  - Eliminatórias — não começou (→ não avançou, 62º lugar)

10.000 m masculino
- Kghalid Al-Estashi
  - Eliminatórias — 30:49.58 (→ não avançou, 48º lugar)